# Comuna de Siemkowice
Siemkowice (polaco: Gmina Siemkowice) é uma gminy (comuna) na Polónia, na voivodia de Lodz e no condado de Pajęczański. A sede do condado é a cidade de Siemkowice.
De acordo com os censos de 2004, a comuna tem 5112 habitantes, com uma densidade 52,5 hab/km².

## Área
Estende-se por uma área de 97,4 km², incluindo:
- área agricola: 68%
- área florestal: 29%

## Demografia
Dados de 30 de Junho 2004:
|                      | Total   | Total | Mulheres | Mulheres | Homens  | Homens |
| -------------------- | ------- | ----- | -------- | -------- | ------- | ------ |
|                      | pessoas | %     | pessoas  | %        | pessoas | %      |
| População            | 5112    | 100   | 2550     | 49,9     | 2562    | 50,1   |
| Densidade (pop./km²) | 52,5    | 100   | 26,2     | 26,2     | 26,3    | 26,3   |

De acordo com dados de 2002, o rendimento médio per capita ascendia a 1233,34 zł.

## Subdivisões
- Borki, Delfina, Ignaców, Katarzynopole, Kije, Laski, Lipnik, Lipnik-Kolonia, Łukomierz, Mokre, Ożegów, Pieńki, Radoszewice, Siemkowice, Zmyślona.

## Comunas vizinhas
- Działoszyn, Kiełczygłów, Osjaków, Pajęczno, Wierzchlas